# Aqua Timez
Gli Aqua Timez sono stati un gruppo musicale J-pop e J-rock giapponese sotto etichetta Sony Music. Il gruppo è famoso per i loro testi ispirati e il loro uso di tecniche musicali uniche.

## Formazione
- Futoshi, 太志 （ふとし） - nato il 10 maggio 1980.

Cantante
- OKP-STAR, おーけーぴーすたー - nato il 25 marzo 1977.

Bassista
- Daisuke, 大介 （だいすけ） - nato il 12 aprile 1977.

Chitarrista
- Mayuko, まゆこ - nata il 18 settembre 1977.

Tastierista
- TASSHI, たっしー - nato il 21 agosto 1978.

Batterista

## Discografia

### Singoli

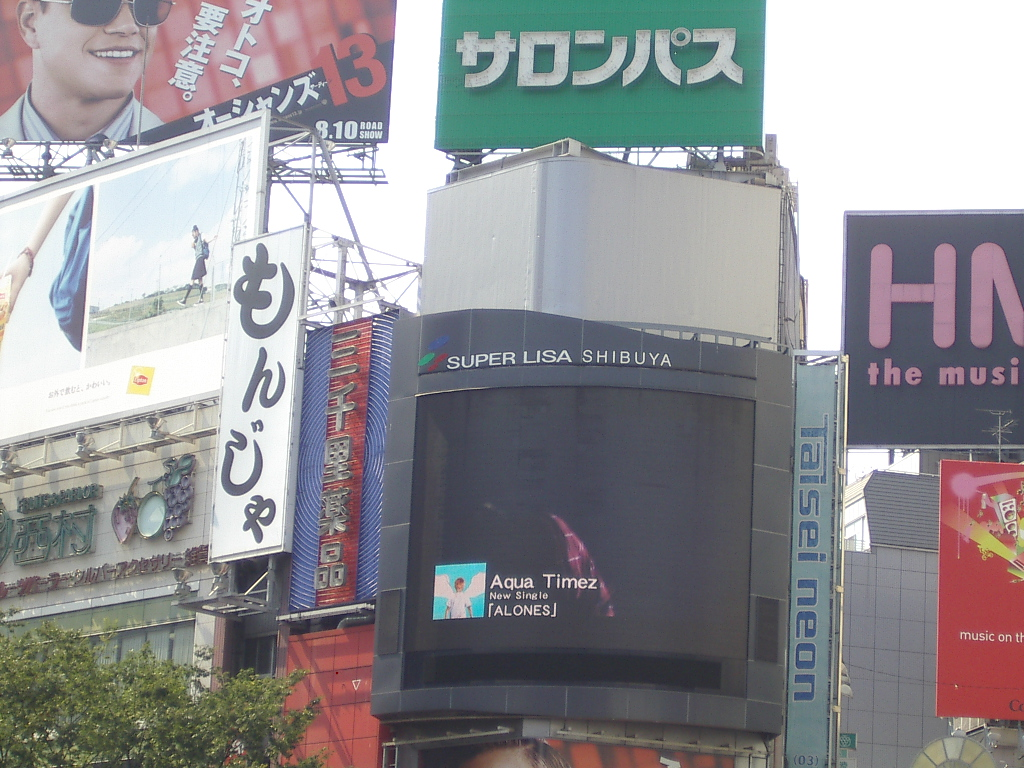
Un megaschermo di Shibuya trasmette il singolo Alones.

1. Ketsui no Asa Ni (決意の朝に) (Pubblicato il 5 luglio 2006)
  1. Ketsui no asa ni (決意の朝に; Nella Mattina della decisione)
  2. Ayumi (歩み; Camminare)
  3. Sabishiki warera (淋しき我ら; Solo Noi)
  4. Ketsui no asa ni (決意の朝に; Strumentale)
2. Sen no Yoru wo Koete (千の夜をこえて) (Pubblicato il 22 novembre 2006)
  1. Sen no Yoru wo Koete (千の夜をこえて; Durante/Per mille notti)
  2. Sen no Yoru wo Koete (千の夜をこえて; Strumentale)
3. Shiori (しおり) (Pubblicato il 9 maggio 2007)
  1. Shiori (しおり; Segnalibro)
  2. Yume Fuusen (夢風船; Dream Balloon)
4. Alones (Pubblicato il 1º agosto 2007)
  1. ALONES
  2. Akatsuki (暁; Alba)
  3. Mr. Roadrunner (DJ Mass'Skate Sonic* Remix)(Mr.ロードランナー; Roodorannaa)
  4. ALONES (Strumentale)
5. Chiisa na Tenohira (小さな掌) (Pubblicato il 31 ottobre 2007)
  1. Chiisa na Tenohira (小さな掌; Piccolo palmo della mano)
  2. Chiisa na Tenohira (Strumentale)
6. 虹 [Niji] (Pubblicato il 7 maggio 2008)
  1. Niji (虹; Arcobaleno) - Sigla del dorama Gokusen 3
  2. Yasashii Kioku ~evalasting II~ (優しい記憶～evalastingⅡ～; Memoria ~Eterna II~
  3. Honto wa Ne (ほんとはね; La vera Realtà)
  4. No Live, No Life
  5. Niji (Strumentale)
7. Natsu no Kakera (夏のかけら) (Pubblicato il 1º ottobre 2008)
  1. Natsu no Kakera (夏のかけら; Frammenti dell'Estate)
  2. Aki ni Naru Noni (秋になるのに; Anche se sta Diventando Inverno)
  3. On the run
  4. Natsu no Kakera (Strumentale)
8. Velonica (Pubblicato il 14 gennaio 2009)
  1. Velonica
  2. Kanade Ai (奏であい; Giochiamo Insieme
  3. Kaori (薫; Aroma)
  4. Velonica (Strumentale)
9. STAY GOLD (Pubblicato il 4 marzo 2009)
  1. STAY GOLD
  2. STAY GOLD (Strumentale)
10. Plumeria ~Hana Uta~ (プルメリア ～花唄～) (Pubblicato il 29 luglio 2009)
  1. Plumeria ~Hana Uta~ (プルメリア ～花唄～; Purumeria ~Canzone dei Fiori~)
  2. Nagasugita Yoru Ni (長すぎた夜に; Nella Notte Troppo Lunga)
  3. Perfect World
  4. Plumeria ~Hana Uta~ (Strumentale)
11. Ehagaki No Haru (絵はがきの春) (Pubblicato il 27 gennaio 2010)
  1. Ehagaki No Haru (絵はがきの春)
  2. Nagareboshi No Uta (流星のうた; Canzone della Stella Cadente)
  3. Sora Ni Chikai Machi (空に近い街; Una città vicino al cielo)
  4. Ehagaki No Haru (Strumentale)
12. Gravity O (Pubblicato il 13 ottobre 2010)
  1. Gravity 0 (Gravità 0)
  2. Tsuki no Curtain (月のカーテン; Tende di Luna)
  3. Pocket no Naka no Uchū (ポケットの中の宇宙; Un universo in tasca)
13. Mayonaka no Orchestra (真夜中のオーケストラ) (Pubblicato il 27 gennaio 2011)
  1. Mayonaka no Orchestra
  2. Kaze ni Fukarete (風に吹かれて; Trasportati dal vento)
  3. Full a Gain
  4. Mayonaka no Orchestra (Strumentale)
14. MASK (Pubblicato il 22 febbraio 2012)
  1. Mask
  2. Sora ni Tsuzuku Michi (空につづく道; La strada che va verso il cielo)
  3. 1980
  4. Mask (Strumentale)
15. Tsubomi (つぼみ) (Pubblicato il 22 agosto 2012)
  1. Tsubomi (つぼみ; Bocciolo)
  2. Heikō Sekai (平行世界; Mondi paralleli)
  3. Isshun no Chiri (Kawasaki Electro Academy Mix) (Remixato da Takeshi Ueda (AA=)+Kei Kusama)
  4. Tsubomi (Strumentale)
16. Eden (エデン) (Pubblicato il 27 novembre 2013)
  1. Eden (エデン)
  2. Cramberry Jam (クランベリージャム)
  3. The FANtastic Journey
  4. Eden (LITTLE PARADE session)
  5. Eden (strumentale)
  6. Eden (anime version)

### Album
1. Kaze Wo Atsumete (風をあつめて) (2006)
  1. 1mm
  2. Hoshi no Mienai Yoru (星の見えない夜)
  3. No Rain, No Rainbow
  4. Ketsui no Asa Ni (決意の朝に)
  5. Hachimitsu (ハチミツ)
  6. Sen no Yoru Wo Koete (千の夜をこえて)
  7. Green Bird
  8. Ayumi (歩み)
  9. Mastermind (マスターマインド)
  10. Howait Hall (ホワイトホール)
  11. Present (プレゼント)
  12. Perfect World
  13. Itsumo Issho (いつもいっしょ)
  14. Shiroi Mori (白い森)
2. Dareka no Chijoue (ダレカの地上絵) (2007)
  1. Isshun no Chiri (一瞬の塵)
  2. Sekai de Ichiban Chiisa na Umi Yo (世界で一番小さな海よ)
  3. Shiori (しおり)
  4. Chiisana Tenohira (小さな掌)
  5. B with U
  6. Pivot (ピボット)
  7. Hakuchuumu (白昼夢)
  8. Aki no Shite De (秋の下で)
  9. ALONES
  10. Rankiryuu (乱気流)
  11. Garnet (ガーネット)
  12. Boku no Basho～evergreen～ (僕の場所～evergreen～)
  13. Yume Fuusen (夢風船)
  14. hana ~Everlasting~ (traccia fantasma)
3. Utai Sarishi Hana (うたい去りし花) (2009)
  1. BIRTH
  2. Velonica
  3. Wakare no Uta (別れの詩)
  4. Niji (虹)
  5. STAY GOLD
  6. Natsu no Karera (夏のかけら)
  7. Honto wa Ne (ほんとはね)
  8. Massigura
  9. Tsuki, Noboru (月、昇る)
  10. Kono Hoshi ni (この星に)
  11. Kirakira ～original ver.～ (きらきら ～original ver.～)
  12. One
  13. Utai Sarishi Hana (うたい去りし花)
  14. ReBIRTH
  15. Niji ~Album ver.~ (虹 ～Album ver.～)
4. Carpe Diem (今を楽しめ) (2011)
  1. Hyakunen no Ki (百年は基なし)
  2. Saigo Made -Album ver.- (西郷メイド)
  3. Plumeria (プルメリア)
  4. Mayonaka no Orchestra (真夜中のオーケストラ)
  5. Carpe Diem (今を楽しめ)
  6. Toki (土岐市)
  7. Memento Mori (死の警告)
  8. Kaze ni Fukarete (風恋し吹かれて)
  9. Milky Blues (ミルキーブルース)
  10. Let Loose (切り放す)
  11. Gravity Ø (グラヴィティはO)
  12. Ehagaki no Haru
  13. Ginga Tetsudou no Yoru (銀河の夜鉄道むすめ)
5. Because you are you (2012)
  1. Onsoku no Fūkei (音速の風景; Panorama alla velocità del suono)
  2. Aurora no Furu Yoru (オーロラの降る夜; La notte dove scende l'aurora)
  3. Because You Are You
  4. Tsubomi
  5. Wa ni Natte (輪になって; In un anello)
  6. Lost Parade
  7. Mask
  8. Nemari-iro no Fiction (鉛色のフィクション; Finzione color piombo)
  9. Good Sleep
  10. Kimi to Nara feat. LG Monkeys, Sachiko Ishibashi" (君となら feat. LGMonkees、いしばしさちこ; Solo se con te)
  11. Usagi no Shippo (兎のしっぽ; Coda di coniglio)
  12. Home (HOME)
6. Erufu no namida (エルフの涙) (In uscita il 27 agosto 2014)
  1. Adamu no kakugo (アダムの覚悟)
  2. Eve no ketsuron (イヴの結論)
  3. Hinayume (ヒナユメ)
  4. Eden (エデン)
  5. Omelette (オムレット)
  6. Akai yane no mieru oka he (赤い屋根の見える丘へ; Verso la collina da cui si vede il tetto rosso)
  7. Shimitsuzukeru kaikaku (滲み続ける絵画)
  8. Gold Medal (ゴールドメダル)
  9. hey my men - feat.OK.Joe
  10. Fly Fish
  11. The FANtastic Journey
  12. Tegami henshin (手紙返信)
  13. Elf no namida (エルフの涙; La lacrima di un elfo)

### Mini album
1. Sora Ippai ni Kanaderu Inori (空いっぱいに奏でる祈り) (2005)
  1. Kibou no Saku Oka Kara (希望の咲く丘から)
  2. Himawari (向日葵)
  3. toushindai no Love Song (等身大のラブソング)
  4. Hitori Goto (独り言)
  5. Joushou Kiryuu (上昇気流)
  6. Isshou Seishun (一生青春)
  7. Hajimari no Heya (始まりの部屋)
  8. Blues on the run
  9. Aoi Sora (青い空)
2. Nana Iro no Raku Gaki (七色の落書き) (2006)
  1. Days Shabondama Days (シャボン玉)
  2. Jitensha (自転車)
  3. Miseinen (未成年)
  4. Hitotsu Dake (ひとつだけ)
  5. Mr. Road runner (Mr.ロードランナー)
  6. Yoru no Hate (夜の果て)
  7. Words of silence
  8. Shizuka na Koi no Monogatari (静かな恋の物語)

## Colonne sonore
- I singoli Alones e Velonica sono stati utilizzati come sesta e nona opening, rispettivamente, nell'anime Bleach.
- Il singolo Mask è stato utilizzato come trentesima ending nell'anime Bleach
- Il singolo Sen no Yoru wo Koete è stato utilizzato come opening del primo film di Bleach, Memories of Nobody.
- Il singolo Gravity 0 è stato utilizzato come prima opening dell'anime Star Driver.
- Il singolo Mayonaka No Orchestra è stato utilizzato come sedicesimo ending dell'anime Naruto Shippuden.
- La canzone Saigomade II è stata usata come ventiquattresima ending dell'anime Gintama.